# Trina (rappeuse)
Pour les articles homonymes, voir Trina.
Trina, de son vrai nom Katrina Laverne Taylor, née le 3 décembre 1978 à Miami, Floride, est une rappeuse américaine.

## Biographie
Née d'une mère originaire des Bahamas et d'un père originaire de la République dominicaine, elle grandit à Liberty City, puis à Pembroke Isle et est diplômée de la Miami Northwestern High School.

## Carrière
Trina commence sa carrière musicale en apparaissant dans la chanson Nann Nigga de Trick Daddy. Le succès de ce single lui a apporte une grande popularité et un contrat avec le label Slip-N-Slide. Elle est entre autres une pionnière du Dirty South dont elle est l’une des figures. Elle est citée comme influence pour la nouvelle génération de rappeuses du genre comme les City Girls ou encore Megan Thee Stallion. En 2019, la ville de Miami reconnaît la contribution culturelle de la rappeuse et l’honore avec une plaque commemorative.

### Da Baddest BitchetDiamond Princess
Son premier album studio, Da Baddest Bitch sort en mars 2000 et se classe à la 33e place du Billboard 200, et est certifié disque d'or par la Recording Industry Association of America (RIAA) le 13 novembre 2000. Le premier single, intitulé Da Baddest Bitch, et le second, Pull Over, rencontrent un grand succès.
Deux ans après, son deuxième album studio intitulé Diamond Princess sort le 27 août 2002 et contient trois singles, dont No Panties co-écrit et produit par Missy Elliott qui fut son premier single sortie hors des États-Unis.

### Glamorest Life
Son troisième album, Glamorest Life, est sorti le 4 octobre 2005 et se classe à la 11e place du Billboard 200. Il contient le single Here We Go, en featuring avec l'ex-chanteuse du groupe Destiny's Child, Kelly Rowland. Ce single remporte un énorme succès. Glamorest Life se vend à plus de 400 000 copies aux États-Unis. 

### Still da Baddest
Début 2007, Trina déclare qu’elle travaille sur un nouvel album, Still da Baddest, dont la sortie est prévue pour le 12 février. Il est finalement publié le 1er avril 2008 et se classe à la première place du Top R&B/Hip-Hop Albums et à la 6e du Billboard 200.
Toujours en 2007, on retrouve la rappeuse sur le titre et le clip de Go Girl du rappeur cubano-américain Pitbull en featuring avec Young Bo$$.

### Amazin'
Le cinquième album studio de Trina, Amazin', est publié le 4 mai 2010. Il se classe à la première place du Top Independent Albums et à la seconde du Top Rap Albums. Le premier extrait, Million Dollar Girl, sort en janvier 2010 et comprend un featuring de Diddy et de Keri Hilson.

### The One
Son sixième album sort le 27 juin 2019. L’album débute et termine à la 126e place du Billboard 200.

## Vie privée
Trina a entretenu une relation avec Lil Wayne de 2005 à 2007. Dans une interview donnée le 5 octobre 2005 lors du Wendy Williams Show, Trina a confirmé être fiancée à Lil Wayne. En 2006, la rappeuse est tombée enceinte mais a fait une fausse couche. Les chansons Single Again, Here We Go, Don't Go, So Many Memories, Way I felt et All Alone parlent toutes de sa relation avec Lil Wayne.
Elle est ensuite sortie avec le basketteur Kenyon Martin de 2007 à 2010, puis avec French Montana en 2013.
Trina a créé une fondation, la Diamond Doll Foundation, pour venir en aide aux jeunes filles en difficulté.

## Discographie

### Albums studio
- 2000 : Da Baddest Bitch
- 2002 : Diamond Princess
- 2005 : Glamorest Life
- 2008 : Still da Baddest
- 2010 : Amazin'
- 2019 : The One